# Operació de les Nacions Unides a Moçambic
L'Operació de les Nacions Unides a Moçambic (UNOMOZ) va ser una missió de pau de les Nacions Unides a Moçambic establerta el desembre de 1992 per mandat de la resolució 797 del Consell de Seguretat amb la missió de supervisar l'aplicació dels acords de pau de Roma acordats pel president de Moçambic Joaquim Chissano (FRELIMO) i Afonso Dhlakama de RENAMO. El seu mandat va acabar al desembre de 1994.

## Mandat i Força
El mandat de l'ONUMOZ consistia en:
- Controlar i verificar l'alto el foc, la separació i concentració de forces, la seva desmobilització i la recollida, emmagatzematge i destrucció d'armes;
- Controlar i verificar la retirada completa de les forces estrangeres i proporcionar seguretat en els corredors de transport;
- Supervisar i verificar la dissolució dels grups armats privats i irregulars;
- Autoritzar disposicions de seguretat per a infraestructures vitals i garantir la seguretat de les Nacions Unides i altres activitats internacionals en suport del procés de pau;
- Proporcionar assistència tècnica i supervisar tot el procés electoral;
- Coordinar i supervisar les operacions d'assistència humanitària, en particular els relatius als refugiats, els desplaçats interns, personal militar desmobilitzat i la població local afectada

Per tal de complir la seva missió l'ONUMOZ tenia una dotació autoritzada de 6.625 efectius i personal militar de suport, 354 observadors militars, 1.144 policies civils, 355 funcionaris internacionals, 506 funcionaris de contractació local i 900 observadors electorals.

## Rendiment
El gruix de les tropes de l'ONUMOZ sota el comandament del Representant Especial del Secretari General Aldo Ajello va ser desplegat a principis de 1993. Inicialment, l'ONUMOZ es va enfrontar a una resistència significativa a l'exercici de la seva missió. A causa de la desconfiança entre les parts en conflicte, la recol·lecció d'armes només es podria començar a la de novembre de 1993, després d'una visita del Secretari General de l'ONU i una nova resolució del Consell de Seguretat de l'ONU (Resolució 882 del Consell de Seguretat de les Nacions Unides). Així, el programa original que s'havia dirigit per celebrar eleccions l'octubre de 1993 no es va poder complir. Malgrat aquests obstacles la missió va ser un èxit amb la celebració d'eleccions generals lliures, i el mandat de l'ONUMOZ va expirar el 13 d'octubre de 1994 amb la presa de possessió del president Joaquim Chissano i del Parlament acabat d'elegir, i la missió va ser liquidada el gener de 1995. Abans d'això, l'ONUMOZ havia desarmat uns 76.000 combatents, recollit 155.000 armes de foc, ajudat a entrenar 10.000 soldats de les noves Forces Armades de Defensa de Moçambic (FADM) i va ajudar a la repatriació de la major part dels cinc milions de refugiats i desplaçats interns desarrelats per la guerra civil. En fer-ho, havia patit 26 baixes. La missió va costar 492.600.000 US $ i es va gastar una suma addicional de 616 milions $ en ajuda humanitària.

## Galeria

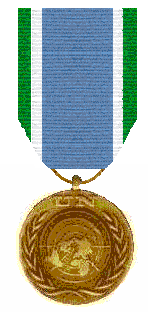
Medalla de l'ONUMOZ
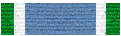
Cinta de la medalla